# Hédi Majdoub
Hédi Majdoub, né le 1er décembre 1969 à Nabeul, est un homme politique tunisien.

## Biographie

### Études
Il est titulaire d'une maîtrise en sciences juridiques en 1993 et d'un diplôme de troisième cycle de l’École nationale d'administration en 1997. Il fait aussi partie de la promotion 2012 de l’Institut de défense nationale.

### Carrière professionnelle
Il entame sa carrière professionnelle au sein du service d'inspection du ministère de l’Intérieur. Il occupe également le poste de chargé de mission au cabinet du ministre et de chef du service de la prospection, de l'évaluation et de l'analyse avant qu’il n’accède, en 2011, au poste de chef de cabinet du ministre.

### Carrière ministérielle
Le 2 février 2015, il est nommé secrétaire d’État chargé des Affaires locales dans le gouvernement de Habib Essid. Le 6 janvier 2016, il est nommé ministre de l'Intérieur et confirmé à ce poste dans le gouvernement de Youssef Chahed. Lors du remaniement du 6 septembre 2017, il est remplacé par Lotfi Brahem.

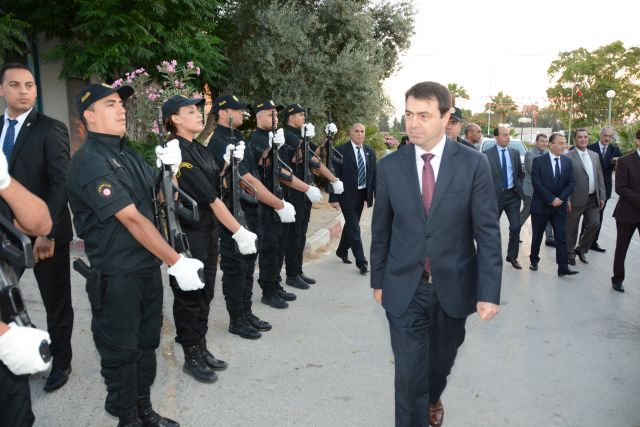
Hédi Majdoub au district de la sûreté nationale de Tunis.
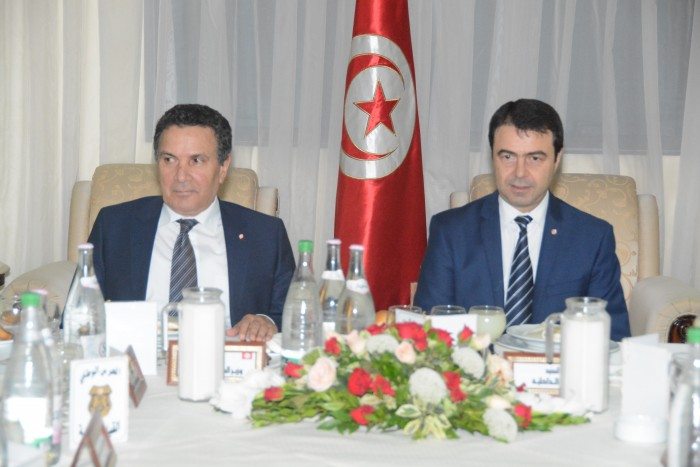
Pendant un iftar avec Farhat Horchani, ministre tunisien de la Défense.
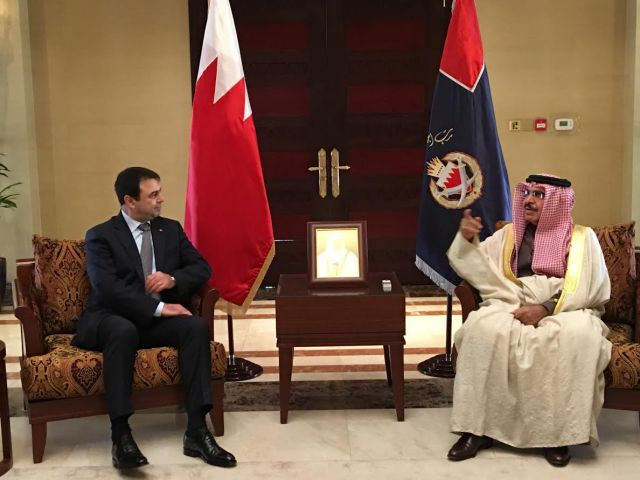
Majdoub avec son homologue bahreïnien Rashid bin Abdullah Al Khalifa.
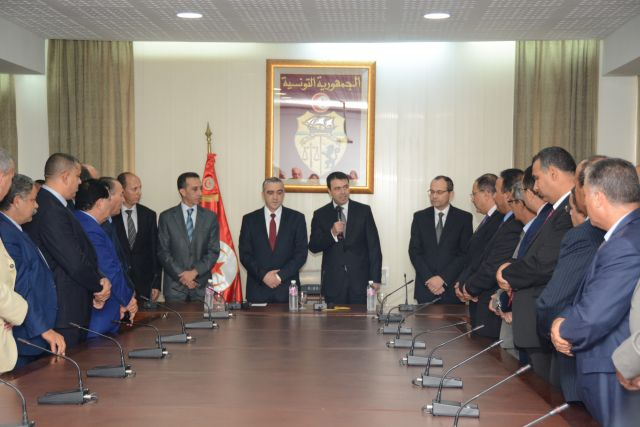
Passation de pouvoir avec son successeur Lotfi Brahem.